# Lerista emmotti
Lerista emmotti — вид сцинкоподібних ящірок родини сцинкових (Scincidae). Ендемік Австралії.

## Опис
У сцинків Lerista emmotti є чотири кінцівки, на кожній з яких є два пальці.

## Поширення і екологія
Lerista emmotti широко поширені в посушливих внутрішніх районах центрального Квінсленда. Вони живуть в сухих чагарникових заростях і саванах, в пухкому ґрунті під шаром опалого листя.